# Eve Kosofsky Sedgwick
Eve Kosofsky Sedgwick (pronúncia em inglês: [ˈsɛdʒwɪk]; Dayton, 2 de maio de 1950 - Nova Iorque, 12 de abril de 2009) foi uma teórica norte-americana de estudos de gênero, teoria queer (estudos queer) e teoria crítica. Influenciada pelo feminismo, pela psicanálise, e pela desconstrução, a sua obra reflecte um interesse por um variado conjunto de temas e tópicos, incluindo performance e perfomatividade (atos da fala) queer; escrita crítica experimental; a obra de Marcel Proust; psicanálise não lacaniana; livros de artistas; Budismo e pedagogia; as teorias da afectividade de Silvan Tomkins and Melanie Klein; e o conhecimento dos materiais, em especial têxteis e texturas.

## Obras
- Between Men: English Literature and Male Homosocial Desire (ISBN 0-231-08273-8), 1985
- Epistemology of the Closet (ISBN 0-520-07874-8), 1991
- Tendencies (ISBN 0-8223-1421-5), 1993
- Fat Art, Thin Art (ISBN 0-8223-1501-7), 1995
- A Dialogue on Love (ISBN 0-8070-2923-8) 2000
- Touching Feeling: Affect, Pedagogy, Performativity (ISBN 0-8223-3015-6), 2003

## Livros com edição de Eve Kosofsky Sedgwick
- Performativity and Performance (1995, co-editado por Andrew Parker)
- Shame & Its Sisters: A Silvan Tomkins Reader (1995, co-editado por Adam Frank)
- Gary in Your Pocket: Stories and Notebooks of Gary Fisher (1996, co-editado por Gary Fisher))
- Novel Gazing: Queer Readings in Fiction (1997, co-editado por Jacob Press)